# Walerij Abramkin
Walerij Fiodorowicz Abramkin ros. Валерий Фёдорович Абрамкин (ur. 19 maja 1946 w Moskwie, zm. 25 stycznia 2013 tamże) – rosyjski chemik, inżynier, opozycjonista, obrońca praw człowieka i więzień sumienia.

## Życiorys
Pochodził z rodziny robotniczej. W 1970 r. ukończył studia w Moskiewskim Instytucie Chemiczno-Technologicznym (МХТИ). Od połowy lat 60. współtworzył Klub Pieśni Niezależnej, działał w środowisku samizdatu. W grudniu 1979 roku został aresztowany, a rok później został skazany na karę trzech lat pobytu w kolonii karnej na terenach Ałtaju. W 1982 odbył się jego powtórny proces, na którym karę przedłużono o kolejne trzy lata.
W 1985 roku został przeniesiony do miejscowości w obwodzie twerskim, gdzie rozpoczął pracę w szkole dla niepełnosprawnych. Walerij Abramkin walczył o prawa więźniów. Napisał książkę Jak przeżyć w rosyjskim więzieniu. Był założycielem organizacji pozarządowej Więzienie i Wola. W latach 2002–2003 członek Komisji Praw Człowieka przy Prezydencie Rosji. Zmarł 25 stycznia 2013 roku na gruźlicę.
W życiu prywatnym był żonaty, miał córkę.